# Los Sauces, Guerrero
Los Sauces är en ort i Mexiko.   Den ligger i kommunen Pilcaya och delstaten Guerrero, i den sydöstra delen av landet, 100 km sydväst om huvudstaden Mexico City. Los Sauces ligger 1 568 meter över havet och antalet invånare är 121.
Terrängen runt Los Sauces är lite bergig. Runt Los Sauces är det ganska tätbefolkat, med 75 invånare per kvadratkilometer. Närmaste större samhälle är Taxco de Alarcón, 17,2 km söder om Los Sauces. I omgivningarna runt Los Sauces växer huvudsakligen savannskog.